# Negavatio
El negavatio es una unidad de medida que cuantifica la potencia ahorrada en un proceso gracias a una tecnología o a un comportamiento, y corresponde "en negativo" al vatio. Es la medida en la cual se cuantifica la eficiencia energética o ahorro de energía. Esta palabra fue utilizada por primera vez por el físico experimental y escritor americano Amory Lovins formado en las universidades de Harvard y Oxford por lo que se lo considera como su creador.

## Definición
El negavatio es una unidad de medida teórica de la potencia y representa la energía ahorrada por unidad de tiempo. En otras palabras, el concepto de negavatio sirve para medir la potencia no usada en un determinado proceso.

El uso del negavatio constituye una forma de aliento para motivar al consumidor al ahorro de energía. Amory Lovins considera el concepto de ahorro como "un cambio de actitud basado en el comportamiento de hacer menos para consumir menos". También considera una distinción entre el ahorro y la eficiencia, definiendo la segunda como "la aplicación de tecnologías y buenas prácticas para eliminar los excesos, basadas en la actitud de hacer lo mismo o más con menos".

Los negavatios podrán medirse en el futuro con la ayuda de los  sistemas en red, medidores inteligentes y otros sistemas de vigilancia. Sin embargo, por ahora, no puedeb ser medidos con precisión, sólo se pueden calcular utilizando la serie temporal del consumo de energía.

## Ámbito del negavatio
El negavatio puede obtenerse de distintas maneras: mejorando el aislamiento y la eficiencia energética de los edificios mediante el control adecuado de calefacción y aire acondicionado; con las casas pasivas; fomentando el carsharing y el uso compartido de automóvil; prefiriendo el transporte por ferrocarril al tráfico rodado; fomentando el uso del transporte público.

## Críticas
Algunos sostienen que el concepto de negavatio puede distraer a la gente del objetivo de reducir el consumo, centrando su atención en el ahorro o eficiencia en lugar de en la reducción del consumo energético, que es el problema ecológico principal.